# Асіль Омран
Асіль Омран (араб. أسيل عمران; нар. 12 листопада 1989, Ель-Хубар) — саудівська співачка та актриса, співає арабською мовою.

## Біографія

### Рання біографія та рання кар'єра
Асіль Омран народилася 12 листопада 1989 року в Ель Хубарі в сім'ї військового офіцера, вона молодша дитина в сім'ї з 7 дітей. Її старша сестра, телеведуча Ложан Омран (нар. 1982).
Після закінчення школи вступила до університету, але покинула його, оскільки почала брати участь у реаліті-шоу «Зірки Перської затоки», в якому вона домоглася успіху. Після успішного виступу на конкурсі юна співачка здобула популярність та продовжила кар'єру співачки, здійснивши свою мрію.
Юний вік Омран і дитяче обличчя зробили її першою молодіжною зіркою в Саудівській Аравії.

### Кар'єра співачки та актриси

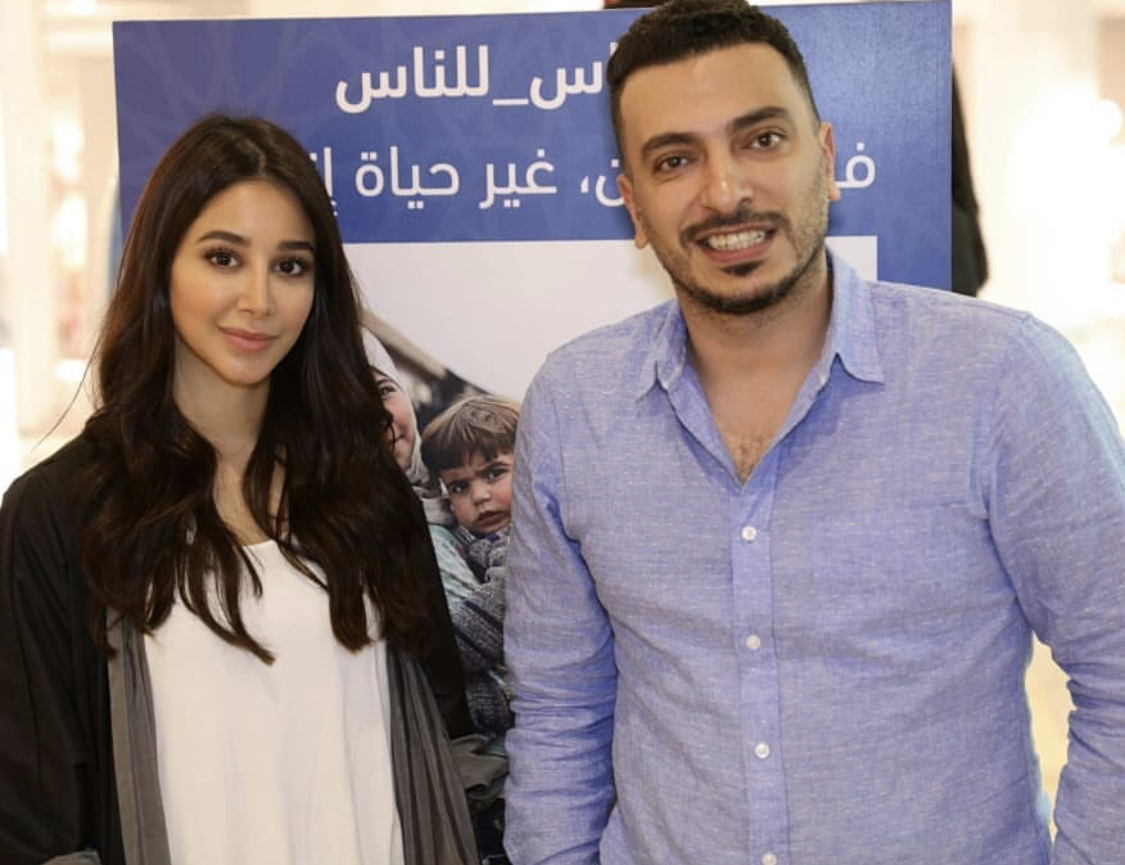
Асіль Омран та Шериф Абделькадер на благодійному заході

25 липня 2007 року був випущений її дебютний Асіль альбом «Khajlanah», який відкрив її кар'єру співачки. Альбом познайомив її з ширшою аудиторією, і юна співачка стала кумиром молоді на Близькому Сході.
У 2008 році вийшов її другий альбом «Allah Yhannini». Його продюсував і розповсюджував саудівський лейбл Rotana Records.
У 2011 році був випущений третій альбом «Mo Bessahel».
9 червня 2016 року компанія Aseel у співпраці з RedOne випустила кліп на популярну пісню «Don't You Need Somebody». Пісня підняла Асіль на вершину арабських музичних чартів і закріпила її місце як музичної суперзірки в арабському світі.

Крім кар'єри співачки, Омран також знімається в серіалах, серед її ролей ролі в таких проєктах, як «Вадима і Халіма», «Хаят Танея», «Харун Аль Рашид», а також роль у серіалі «Чорні ворони», присвяченому життю людей на територіях підконтрольних ІДІЛ. Після виходу серіалу, вона, як і інші актриси, стала отримувати погрози від членів організації. Пізніше вона прокоментувала ситуацію:
«Ще кілька років тому на запитання, чи лякає мене ІДІЛ, я б відповіла „так“. Тепер я цього не відчуваю, але не дай Боже, звісно».
У вересні 2019 року отримала премію Nickelodeon's Kids' Choice Awards у номінації «Улюблена актриса».

### Особисте життя
У 2008 році вийшла заміж за бахрейнського ведучого Хаєда аль-Шаєра; подружжя прожило у шлюбі 8 років і розлучилося у 2016 році. У 2015 році у пари народився син Валід, який прожив кілька днів і помер від вродженого захворювання.

### Співробітництво
У 2022 році Омран стала першим офіційним послом Dior на Близькому Сході у категоріях жіночого одягу та ювелірних прикрас. Раніше співачка співпрацювала, з такими брендами, як L'Oréal Paris та Bulgari.У березні 2023 року Омран знялася для модного журналу «Vogue Arabia», де вона постала в кількох образах, включаючи довгі сукні та куртку, а також представила жіночі сумки від Dior.

### Громадська діяльність
З 2018 року співачка співпрацює з ООН, займається благодійністю та збором коштів на допомогу біженцям. Співачка підтримує зусилля організації з реагування на ситуації, пов'язані з переміщенням людей, а також здійснює поїздки до країн, в яких біженці відчувають соціальні проблеми та відвідує табори біженців.
У травні 2023 року комісаріат ООН у справах біженців призначив її послом доброї волі від Саудівської Аравії, що зробило її першим представником своєї країни на цій посаді.

## Альбоми
- 2007 — «Khajlanah»
- 2008 — «Allah Yhannini»
- 2011 — «Mo Bessahel»